# Sygdomsmodificerende lægemidler
Et sygdomsmodificerende lægemidel (disease-modifying anti-rheumatic drugs, DMARDs) er et lægemiddel, der anvendes i behandling af gigtlidelse for at standse sygdomsaktiviteten og mindske hævelsen og smerterne i leddene, for at reducere ledskaderne. 

## Terminologi
Denne kategori opstod i slutningen af halvfjerdserne. Oprindelig blev flere begreber som remission-inducing drug (RID) og slow-acting anti-rheumatic drug (SAARD) brugt synonymt. I begyndelsen af halvfemserne blev der i WHO gjort forsøg på at afskaffe konceptet, fordi det blev opfattet som potentielt vildledende.

## Undertyper og eksempler
I dag er der flere undertyper af sygdomsmodificerende lægemidler. Blandt de mest almindelige lægemidler, der omtales som sygdomsmodificerende, er methotrexat, sulfasalazin, guldkur, leflunomid og hydroxychloroquin - udover de nyere biologiske lægemidler.